# 妮歌·霍斯
妮歌·阿莉安娜·霍斯（英語：Nicole Arianna Fox，1991年3月6日—）是美國的時尚模特兒，她是全美超級模特兒新秀大賽第十三季的冠軍。全美超級模特兒新秀大賽第十三季有別於其他賽季，本季只接受身高5尺7吋或以下的女孩參賽。

## 全美超級模特兒新秀大賽
妮歌是第十三季最年輕及其一最高的參賽者。妮歌性格文靜、不愛說話，使其他參賽者都以為她是一個怪胎。她曾說過，她在高中的時候沒有朋友，只有自己一個人。不過，妮歌在比賽時得到3次首名入圍，以及是本季唯一一個從沒進入過包尾二人的參賽者，也是繼第八季彩蓮·岡沙裡斯及第十一季美琪·蘇莉雲後，第三位沒有包尾的冠軍。
妮歌在比賽三次首名入圍，也勝出兩次小挑戰。
|      | 拍攝題材           | 入圍名次 | 附註                |
| 1    | 兒時回憶           | 2/13     |                     |
| 2    | 戈黛娃夫人         | 4/12     |                     |
| 3    | 讓我長高           | 1/11     |                     |
| 4    | 絲巾女孩           | 1/10     |                     |
| 5    | 太陽馬戲團         | 5/9      |                     |
| 6    | 十八般武藝         | 1/8      | 首名入圍+勝出小挑戰 |
| 7    | 封面女郎廣告       | 2/7      |                     |
| 9    | 混血女孩           | 1/6      | 首名入圍            |
| 10   | 海洋精靈           | 2/5      | 勝出小挑戰          |
| 11   | 火山女王           | 1/4      | 首名入圍            |
| 13-1 | 封面女郎廣告及硬照 | 1/2      |                     |
| 13-2 | 冠亞軍走秀         | 1/2      | 冠軍                |

## 興趣
妮歌很喜歡畫畫。